# فرودگاه تک‌بانده کنل
فرودگاه تک‌بانده کنل (به انگلیسی: Kennel Airstrip) یک فرودگاه خصوصی است که یک باند فرود چمن دارد و طول باند آن ۷۰۱ متر است. این فرودگاه در شهر بند، اورگن کشور ایالات متحده آمریکا قرار دارد و در ارتفاع ۱۰۹۵ متری از سطح دریا واقع شده است.